# ГЕС Кармен-Сміт
ГЕС Кармен-Сміт — гідроелектростанція у штаті Орегон (Сполучені Штати Америки). Використовує ресурс зі сточища річки Макензі, правої притоки Вілламетт, котра в свою чергу є лівою притокою Колумбії (має устя на узбережжі Тихого океану на межі штатів Вашингтон та Орегон).
У межах проекту Макензі перекрили кам'яно-накидною/земляною греблею Кармен висотою 8 метрів та довжиною 640 метрів, яка утримує невелике водосховище з площею поверхні 0,12 км2 та об’ємом 0,3 млн м3. Звідси прокладений тунель довжиною 3,5 км з діаметром 29 метра, котрий перекидає захоплений ресурс в долину річки Сміт, правої притоки Макензі. Тут зведена кам'яно-накидна/земляна гребля висотою 72 метри та довжиною 335 метрів, яка утримує головне водосховище з площею поверхні 0,7 км2 та об’ємом 18,6 млн м3.
Зі сховища Сміт вода транспортується до спорудженого на правому березі Макензі машинного залу через дериваційний тунель довжиною біля 2 км з діаметром 4,3 метра, який переходить у напірний водовід діаметром 3,7 метра. В системі також працює вирівнювальний резервуар висотою 82 метра.
Основне обладнання станції становлять дві турбіни типу Френсіс потужністю по 55 МВт, які використовують напір у 156 метрів.